# Domenico Provenzani
Domenico Provenzani (Palma di Montechiaro, 20 settembre 1736 – Palma di Montechiaro, 29 gennaio 1794) è stato un pittore italiano.

## Biografia

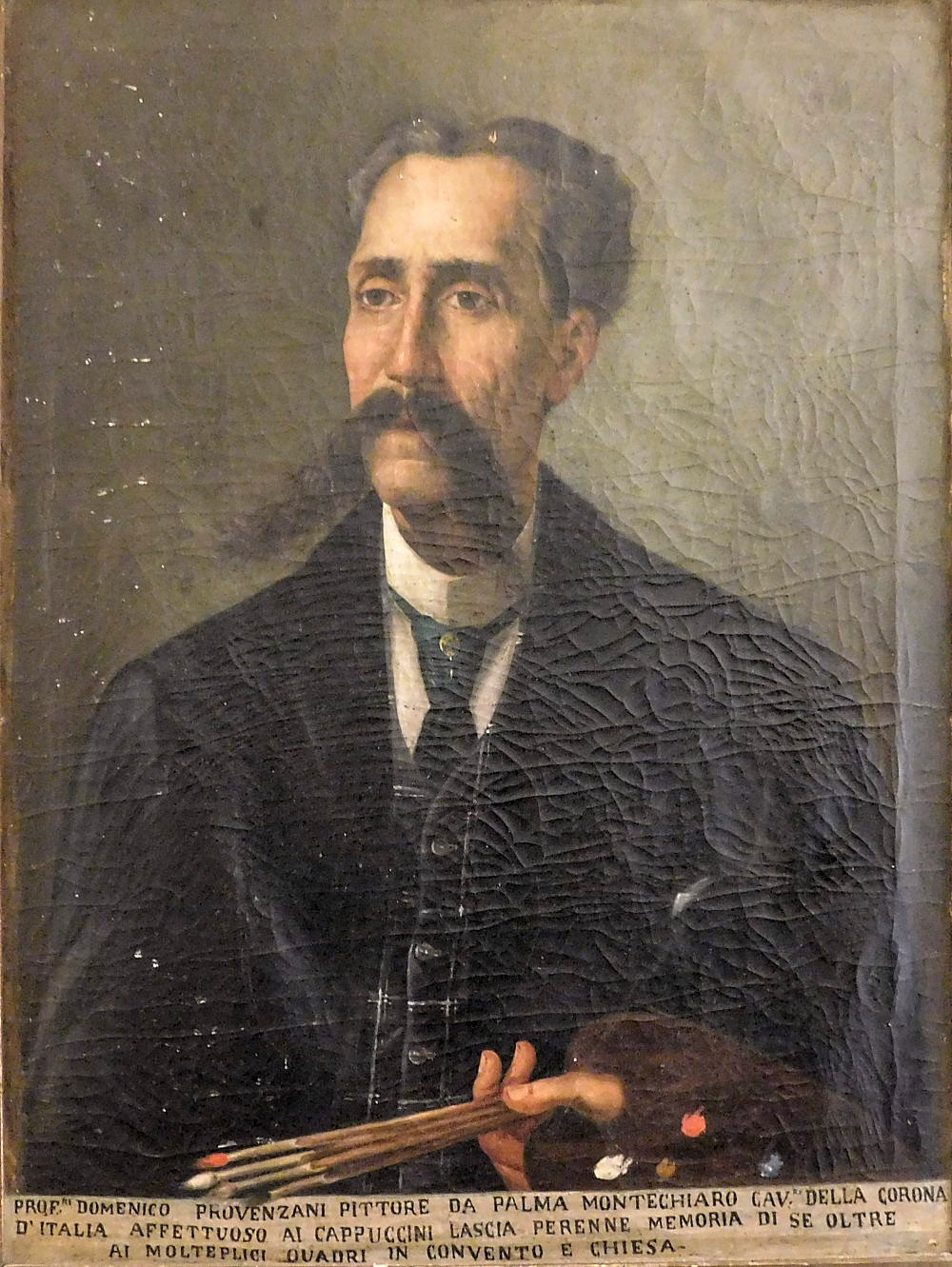
Autoritratto - Convento dei Cappuccini di Mazzarino

A 13 anni perde il padre, lo scultore in legno Calogero Provenzani, e il principe Ferdinando Tomasi di Lampedusa si prende cura della sua educazione, inviandolo a Palermo nelle botteghe del Gaspare Serenari e di Vito D'Anna.
Pittore tra i più importanti del Settecento siciliano, le sue opere si trovano nel paese natale e in altre parti della Sicilia centro meridionale (Licata, Naro, Mussomeli).
È sepolto nella cripta della chiesa madre di Maria Santissima del Rosario di Palma di Montechiaro.

## Opere

### Agrigento e provincia
Agrigento 
- XVIII secolo, Pietà, olio su tela, proprietà privata documentata.
- XVIII secolo, Ciclo, pitture con tema l'Ordine francescano, opere documentate nella volta della basilica della Beata Maria Vergine Immacolata.

 Canicattì 
- XVIII secolo, Ciclo, pitture con tema l'Ordine domenicano: Apparizione di San Domenico a Papa Pio V, San Domenico coi Santi Pietro e Paolo, San Domenico mentre distrugge i libri degli eretici, la Madonna del Rosario, lo Stemma dell'ordine domenicano raffigurato da un cane con una fiaccola in bocca. Opere distrutte a causa del crollo del soffitto avvenuto nella notte tra il 16 e 17 gennaio del 1962 nella chiesa di San Domenico.

 Licata 
- XVIII secolo, Ciclo, dipinti raffiguranti Apparizione dei Santi Pietro e San Paolo Apostoli a San Domenico, Predica di San Vincenzo Ferreri, attribuzione d'opere custodite nella chiesa di San Domenico.
- XVIII secolo, Immacolata Concezione, olio su tela, opera preposta alla copertura della nicchia della Cappella dell'Immacolata della chiesa di San Francesco.
  - Identico soggetto di dimensioni minori, opera custodita in sagrestia.
  - Immacolata in Gloria e pannelli raffiguranti scene del Vecchio e Nuovo Testamento custodite nella Cappella del convento detta l'Infermeria.
- 1790, Madonna del Latte, Immacolata, Cuore di Gesù, dipinti, opere documentate nella chiesa di San Paolo Apostolo dei Maltesi.
- XVIII secolo, Apparizione dei Santi Pietro e Paolo a San Domenico e Predica di San Vincenzo Ferreri, olio su tela, opere custodite nella chiesa di San Domenico.
- XVIII secolo, Sant'Angelo Confessore, Sant'Alberto degli Abati e altri Santi dell'Ordine carmelitano, dieci medaglioni, opere documentate nella chiesa del Carmine o dell'Annunziata.
- XVIII secolo, Evangelisti, olio su tela tra cornici in gesso, attribuzione, opere custodite nella chiesa di San Giacomo Apostolo, oggi del Purgatorio.

 Naro 
- 1780, Annunciazione, dipinto su tela, opera proveniente dal monastero delle Nunziatine o Badia Piccola, oggi custodita nel duomo di Maria Santissima Annunziata.
- XVIII secolo, Ciclo raffigurante storie di San Domenico, affreschi in quadroni delle volte, opere realizzate nella chiesa di San Giovanni Battista.
- XVIII secolo, Predicazione del Battista, dipinto su tela, opera custodita sull'altare maggiore della chiesa di San Giovanni Battista.
- XVIII secolo, Incoronazione di Maria Immacolata, San Girolamo in meditazione, dipinti su tela, opere custodite nella chiesa di Sant'Agostino.
- XVIII secolo, Madonna del Soccorso e Santi, tondi, opere custodite nella chiesa di Sant'Agostino.
- XVIII secolo, Porta, manufatto dipinto, opera custodita nella sagrestia della chiesa di Sant'Agostino.
- XVIII secolo, Ciclo, ritratti di priori, opere custodite nella sagrestia della chiesa di Sant'Agostino.
- XVIII secolo, Annunciazione, dipinto su tela, opera custodita nella chiesa del Santissimo Salvatore
- XVIII secolo, Trionfo dell'Immacolata e quattro scene minori ispirate ad episodi del Vecchio Testamento, affreschi realizzati sulla volta centrale dell'unica navata della chiesa di San Francesco.
- XVIII secolo, Deposizione, ornata da sette piccole tele, attribuzione, opere custodite nella chiesa di San Nicolò di Bari.

 Palma di Montechiaro 
- XVIII secolo, Madonna della Provvidenza, olio su tela, opere realizzate nella chiesa del Collegio.
- XVIII secolo, Ciclo, olio su tela, opere custodite nella duomo di Maria Santissima del Rosario.
- XVIII secolo, Ciclo, affreschi parietali, opere realizzate nella chiesa del monastero femminile dell'Ordine benedettino.

### Caltanissetta e provincia
- Chiesa della Madonna dei Miracoli e convento dell'Ordine dei frati predicatori di San Domenico di Guzmán:
  - 1792, Ciclo, affresco della volta della chiesa.
  - XVIII secolo, Ciclo, due pale d'altare (Il trionfo della fede cattolica sull'eresia), e in sacrestia, il ritratto del domenicano padre Vincenzo Biondolillo.
- XVIII secolo, Madonna del Giglio, proprietà privata, opera documentata a Mussomeli
- Chiesa san Rocco Patrono della città di Butera. Tele che raffigurano la vita di San Rocco a Butera

### Catania e provincia
Linguaglossa 
- 1780 - 1783, Ciclo di dipinti olio su tela raffiguranti San Filippo Neri, Risurrezione di Lazzaro, San Biagio, opere custodite nel duomo di Santa Maria delle Grazie.

### Enna e provincia
Calascibetta 
- 1794, Santi Carmelitani, olio su tela, opere custodita nella chiesa di Maria Santissima del Monte Carmelo.

### Palermo e provincia
Palermo 
- XVIII secolo, Nucleo familiare, ritratto della famiglia del duca santo Giulio Tomasi di Lampedusa, duca di Palma, principe di Lampedusa, tra i cui figli si annoverano San Giuseppe Maria Tomasi e la Venerabile Suor Maria Crocifissa (la Beata Corbera del Gattopardo), opera custodita nel salone di Palazzo Lanza Tomasi alla Kalsa.

### Ragusa e provincia
Vittoria 
- XVIII secolo, Addolorata, dipinto custodito nella cappella eponima della basilica di San Giovanni Battista.